# Lee & Cindy C.
Lee & Cindy C. is een Belgische film uit 2015, geschreven en geregisseerd door Stany Crets.

## Verhaal
Meester Lieven (door zijn vrienden Lee genoemd) repeteert in de garage met zijn drie vrienden in een lokaal amateuristisch grungerockbandje genaamd de "kikkerklas". Nonkel Dolf, beter bekend als Poepie de clown, treedt op als hun impresario en kan een eerste optreden op een schoolfeest versieren, nadat hij weer zelf in het ziekenhuis beland is na een overdosis helium. Heel succesvol is de groep niet, alhoewel Lee wel goed kan zingen. Hij ontmoet toevallig Cindy C., een schlagerzangeres die na een ziekte een succesvolle comeback beleeft. Ze krijgt hem zover een demo in te zingen, die ze daarna zonder zijn weten als plaat uitbrengt. Lee wordt verliefd op Cindy maar voelt zich bedrogen door haar verraad.

## Rolverdeling[3]
| Acteur             | Personage          |
| ------------------ | ------------------ |
| Bert Verbeke       | Lee                |
| Ann Van den Broeck | Cindy C.           |
| Jaak Van Assche    | Nonkel Dolf        |
| Rik Verheye        | Sven               |
| Jasmine Jaspers    | Gwen               |
| Michael Vergauwen  | Journalist         |
| Nico Sturm         | Cindy's impresario |
| Nathalie Meskens   | Veronique          |